# Плочнік (пам'ятка археології)
43°12′38″ пн. ш. 21°21′53″ сх. д. / 43.21055556° пн. ш. 21.36472222° сх. д.
Плочнік — пам'ятка археології розташована неподалік від однойменного села в Топличському районі Сербії. Поселення площею 120 га належить неолітичній культурі Вінча та проіснувало з 5500 ВСЕ по 4700 ВСЕ, поки не було зруйновано пожежею. Найбільша товщина культурного шару складає 3.6 м. Земля навколо поселення багата на родючі ґрунти та термальні джерела. В археологічній літературі поселення Плочнік відоме завдячуючи знахідці одного з найдавніших в Європі скарбів мідних знарядь праці. Знайдені на території Плочніка сокири-тесла стали зразком для виділення окремого типу знарядь, який було названо на честь поселення. Унікальні зразки кераміки, виявлені на поселені, надихнули Мілютіна Гарашаніна назвати пізній етап культури Вінча також на честь Плочніка.
Хоча Міодраг Грбіч вперше виявив поселення Плочнік ще в 1927 р. під час спорудження залізниці, систематичні розкопки пам'ятки розпочались лише в 1996 р. завдяки зусиллям Національного музею Сербії.
Серед інших артефактів, знайдених при розкопках поселення, дослідники відзначають крем'яні знаряддя праці вишукану кераміку, фігурки тварин і людей, брязкальця.